# بيز كومبول
بيز كومبول (بالإنجليزية: Piz Combul)‏ هو أحد جبال سلسلة سلسلة بيرنينا ويقع في كانتون غراوبوندن في سويسرا. يحتل المرتبة رقم 245 في قائمة جبال سويسرا من حيث الارتفاع، إذ يبلغ ارتفاعه حوالي 2901 متر، بينما يبلغ ارتفاع نتوء الجبل 313 متر.